# Hreflang
Das rel="alternate" hreflang="x"Link-Attribut ist ein HTML-Meta-Element und wird auch hreflang-Anmerkung genannt. Durch die Verwendung wird sichergestellt, dass Suchmaschinen die jeweilige geografische und sprachliche Ausrichtung einer Webseite verstehen und die jeweils zutreffende Landes- und Sprachversion einer Webseite dem Nutzer ausliefern können.

## Beispielfälle für die Anwendung
1. Identische oder nahezu identische Inhalte einer Webseite
Eine Webseite bietet die Inhalte in mehreren gleichsprachigen Regionen an (beispielsweise USA und Großbritannien). Die Inhalte können dann identisch bzw. nahezu identisch sein (Duplicate Content), da häufig nur kleine Variationen wie die regionale Schreibweise oder die Kontaktinformationen unterschiedlich sind.
2. Nur das Template der Webseite wurde übersetzt
Bei Webseiten die überwiegend nutzergenerierte/dynamische Inhalte anbieten wurde lediglich das Template bzw. die Navigationsleisten und Fußzeilen übersetzt. Der Hauptinhalt liegt nur in einer Sprache vor.
3. Der Text der Webseite wurde vollständig übersetzt, jedoch sind die Inhalte gleich
Die jeweiligen Seiten liegen in unterschiedlichen Sprachen, z. B. französisch und englisch, vor.
4. Die Webseite bietet allen Besuchern eine Hauptseite an. Ausnahme für Besucher mit bestimmter Sprach- und/oder Länderzugehörigkeit
Die Webseite hat nur Teilbereiche übersetzt und/oder möchte diese Inhalte ausschließlich Nutzern in bestimmter Sprache und Region anbieten. Alle nicht weiter spezifizierten Nutzer werden auf die Hauptseite geführt.

## Verwendung
Es gibt drei Möglichkeiten für die Implementierung der hreflang-Anmerkung:
HTML-Link Element in der Kopfzeile
Im HTML-Head-Bereich ein Link-Element hinzufügen, das auf die andere Sprachversion verweist.
HTTP-Header
Für Dateien, die nicht im HTML-Format, sondern zum Beispiel als PDF gespeichert sind, kann der HTTP-Header verwendet werden.
Sitemap
Die Informationen werden über eine Sitemap eingereicht.

### Besonderheiten bei der Verwendung
Bei der Verwendung der hreflang-Anmerkung sollte die bidirektionale Verlinkung (Rückbeziehung) berücksichtigt werden. Dies bedeutet, dass alle gleichwertigen Inhalte jeweils untereinander verlinkt werden müssen. Nur so kann die Suchmaschine die Netzwerkarchitektur der Website verstehen. Wird die hreflang-Anmerkung nur „in eine Richtung“ gesetzt, ist die Struktur gebrochen und aus Sicht von Suchmaschinen nicht gültig.
- Beispiel:

Sowohl Seite A verweist auf Seite B als auch Seite B auf Seite A. Logisch gesehen sind beide ein sinnvolles Verweisziel der jeweils anderen. Außerdem muss ein Selbstverweis auf die aktuelle Seite existieren, also Seite A verweist auf Seite A als auch Seite B auf Seite B.
Eine Sprache oder die Kombination einer Sprache und einer Region (eines Landes) sind als Werte erlaubt. Die alleinige Nutzung einer Region bzw. Landes ist nicht gestattet.

## Allgemeiner Aufbau HTML Link-Element
- Der allgemeine Aufbau sieht wie folgt aus: <link rel="alternate" hreflang="xx-YY" href="URL" />

### Erläuterung
- <link ← Geöffnetes [[Hyperlink|Link]]-Element * rel="alternate" ← Weist auf eine alternative Version des vorliegenden Dokuments hin * hreflang="xx-YY" ← Bestimmt die Sprache (xx) und die Region (YY) des Dokuments, wobei die Sprachangabe alleine auch ausreicht * href="URL" ← Enthält die absolute URL des weiteren Dokuments in einer anderen Sprache bzw. des aktuellen Dokuments in der aktuellen Sprache * /> ← Geschlossenes Link-Element